# Wronki (gmina)
Wronki – gmina miejsko-wiejska w województwie wielkopolskim, w powiecie szamotulskim. W latach 1975–1998 gmina położona była w województwie pilskim.
Siedzibą gminy są Wronki.

## Struktura powierzchni
Według danych z roku 2002 gmina Wronki ma obszar 302,07 km², w tym:
- użytki rolne: 29%
- użytki leśne: 63%

Gmina stanowi 26,98% powierzchni powiatu.

## Demografia
Według danych z 30 czerwca 2009 gminę zamieszkiwało 18 741 osób. Stanowi to 21,5% ludności powiatu.
Dane z 30 czerwca 2009:
| Opis                          | Ogółem | Ogółem | Kobiety | Kobiety | Mężczyźni | Mężczyźni |
| ----------------------------- | ------ | ------ | ------- | ------- | --------- | --------- |
| jednostka                     | osób   | %      | osób    | %       | osób      | %         |
| populacja                     | 18 791 | 100    | 9559    | 50,9    | 9182      | 49,1      |
| gęstość zaludnienia (os./km²) | 62     | 62     | 30,4    | 30,4    | 30,4      | 30,4      |

- Piramida wieku mieszkańców gminy Wronki w 2014 roku[1].

## Sołectwa
Biezdrowo, Chojno, Chojno-Błota (miejscowości: Chojno-Błota Małe i Chojno-Błota Wielkie), Chojno-Młyn, Ćmachowo, Głuchowo, Jasionna, Kłodzisko, Lubowo, Marianowo, Nowa Wieś, Obelzanki, Pakawie, Popowo, Pożarowo, Rzecin, Samołęż, Stare Miasto, Stróżki, Wartosław, Wierzchocin, Wróblewo.

## Pozostałe miejscowości
Aleksandrowo, Bielawy, Borek, Chojno-Błota Małe, Dąbrowa, Dębogóra, Głuchowiec, Gogolice, Huby-Oporowo, Józefowo, Karolewo, Kobus, Krasnobrzeg, Lubowo Drugie, Lutyniec, Łucjanowo, Maszewice, Mokrz, Nadolnik, Nowy Kraków, Olesin, Olin, Pierwoszewo, Piła, Pustelnia, Samita, Smolnica, Szklarnia, Szostaki, Tomaszewo, Warszawa, Winnogóra, Zdroje.

## Sąsiednie gminy
Chrzypsko Wielkie, Drawsko, Lubasz, Obrzycko, Ostroróg, Pniewy, Sieraków, Wieleń